# Bellevue (Willemstad)
Bellevue – osada (buurt) w dzielnicy Buena Vista, miasta Willemstad, w dystrykcie Willemstad, w kraju autonomicznym Curaçao, należącym do Holandii, w Ameryce Południowej. 20 października 2023 r. liczyła 65 mieszkańców. Pod względem powierzchni oraz liczby mieszkańców jest najmniejszą osadą dzielnicy.  